# Steuch
Steuch (uttalat [stök]) är en svensk adlig ätt som förut hette Stök och Steuchius. Ätten har delvis varit bosatt i Danmark.
Stamfader för ätten är Erik Pedersson Stök som var fogde i Oppunda härad under mitten av 1600-talet. Dennes son var hovpredikanten hos drottning Kristina och sedermera superintendenten Petrus Erici Steuchius, som första gången var gift med Birgitta Ilsbodina som var dotter till domprost Mattias Ilsbodinus och Bureättling.
Deras son Mattias Steuchius blev ärkebiskop 1714. Han var gift med Anna Tersera, som var dotter till biskop Johannes Elai Terserus och Elisabeth Troilia, dotter till Stormor i Dalom. Deras barn adlades 1719 på namnet Steuch, och sönerna introducerades samma år på nummer 1582.
Döttrarna till Mattias Steuchius blev stammödrar till de adliga ätterna von Asp, Ihre och von Hermansson. Den äldste sonen, Johannes Steuchius, blev ärkebiskop efter sin fader 1730, och sonen Elof Steuch blev professor. Sonen Mattias Steuch den yngre adlades redan 1714 av Karl XII i Turkiet och med ett annat vapen, men han slöt själv sin ätt på svärdssidan; en dotter blev stammoder till äldre ätten Bruncrona.